# Wari'
Die Wari’ oder Waricaca’ sind ein indigenes Volk im brasilianischen Urwald des Amazonasbeckens.
Ihr ursprüngliches Siedlungsgebiet befand sich an den Ufern der Flüsse Mamoré und Madeira im brasilianischen Bundesstaat Rondônia. Wie viele der dort ansässigen Ethnien gehören auch die Wari’ zur Sprachfamilie der Txapakura. Trotz ihrer ersten Begegnung mit weißen Siedlern im Jahre 1798, die ihnen den Namen „Pakaa Nova“ gaben, lebten sie noch lange weitgehend isoliert und konnten ihre Traditionen bis 1960 bewahren.
Heute leben sie in acht Siedlungen in fünf Reservaten in Rondônia. 1998 wurden 1.930 Wari’ gezählt.
Die Wari’ waren aufgrund ihrer kannibalistischen Tradition Objekt ethnologischer Forschungen. Die Ethnologin Beth Conklin von der Vanderbilt University in Texas beschrieb in ihrem Buch Consuming Grief die Traditionen der Wari’. Sie praktizierten Exokannibalismus, indem sie besiegte Feinde in ihre Dörfer brachten, um sie dort zu töten und zu verzehren. Aber auch eigene Stammesangehörige wurden nach ihrem Tod in einer Bestattungszeremonie rituell verspeist (Endokannibalismus).